# Oxbridge
Oxbridge é uma palavra composta da Universidade de Oxford e da Universidade de Cambridge no Reino Unido, usada para referir-se as duas universidades juntas. "Oxbridge" pode ser usada como substantivo referindo-se a ambas universidades ou como adjetivo para descrever o conjunto ou seus estudantes.[carece de fontes?]